# Carla Kimhi
Carla Kimhi (nascuda com a Carla Berenson o Carla Bernson; Viena, 1930) és una traductora, actriu i directora d'orquestra israeliana d'origen austríac.
L'aparició del seu cas l'any 2015 explica l'exili de la persecució nazis a les primeries del decenni del 1940 i la protecció que trobà per part de les autoritats andorranes al Pas de la Casa durant un requeriment i quasi detenció per part de les SS alemanyes. Quan sortí a la llum, es convertí en un dels testimonis personals més destacats en la recuperació contemporània de la memòria històrica nacional sobre l'impacte de l'Holocaust al Principat d'Andorra.
Posteriorment, exercí diferents oficis, des de pilot militar fins a la interpretació simultània. També destacà en diversos àmbits en el món teatral i musical d'Israel, tant pel que fa a la producció en un segell discogràfic com en la direcció d'orquestra, sobretot al capdavant d'una agència de música clàssica i de la Orquestra de Cambra Quibuts, que sota el seu lideratge dugué a terme diverses gires internacionals.

## Biografia

### Infància, persecució nazi i protecció andorrana
Carla Berenson, Bergson o Bernson naixé el 1930 a Viena, filla de la família benestant jueva de Hannah i de Sigmund Bernson (n. 1890), un advocat que s'havia enriquit en el comerç de la fusta. Quan encara era una nena, el març del 1938, arran de la invasió i consegüent annexió de l'Alemanya nazi a Àustria (l'Anschluss), hagué de fugir a l'exili amb els seus pares i el seu germà. Prengueren el cotxe de matinada fins a la frontera amb Txecoslovàquia, però no pogueren travessar la frontera i van fer mitja volta, també debades amb la frontera d'Hongria. Aquella mateixa nit deixaren el cotxe a l'estació de Viena i varen comprar bitllets de tren cap a Itàlia per després moure's per França. Els primers quatre anys els passaren en domini francès com a il·legals i entre París, Normandia i, finalment, amb algunes detencions a son pare de les quals se'n sortí, s'establiren a la vila occitana d'Acs. Durant aquell temps tota la família treballà en diverses granges, on hi trobaren refugi i certa protecció.

A mitjan novembre del 1942, quan Berenson ja tenia 12 anys, la família hagué de fugir novament i a tot estrop tan bon punt el domini militar nazi s'estengué no només en la França de Vichy, sinó també en la coneguda com a França lliure i fins a les fronteres amb Espanya. La nit de la fugida, el pare de Berenson demanà a un amic de la vila, a través de les xarxes d'evasió i resistència, que els portessin en cotxe fins al Pas de la Casa. El vehicle s'aturà a les cinc de la matinada a només dos quilòmetres de la duana enfilant la carretera del port. La família baixà del vehicle, travessà les fredes aigües de tardor del riu Arieja i grimpà un pendent fins a la carretera, ja en territori andorrà. Tanmateix, des del vessant francès, albiraren que ja hi onejava l'esvàstica nazi des de feia poques hores: dos soldats de les Schutzstaffel (SS) varen veure'ls escalar el terrapè i sortiren de la garita, s'hi aproparen per a demanar-los els passaports i els varen requerir per a detenir-los, fer-los passar a terreny francès i deportar-los. Segons el propi testimoni de Carla Berenson, un dels soldats nazis afirmà en un pobre francès «aquesta gent són la meva presa».

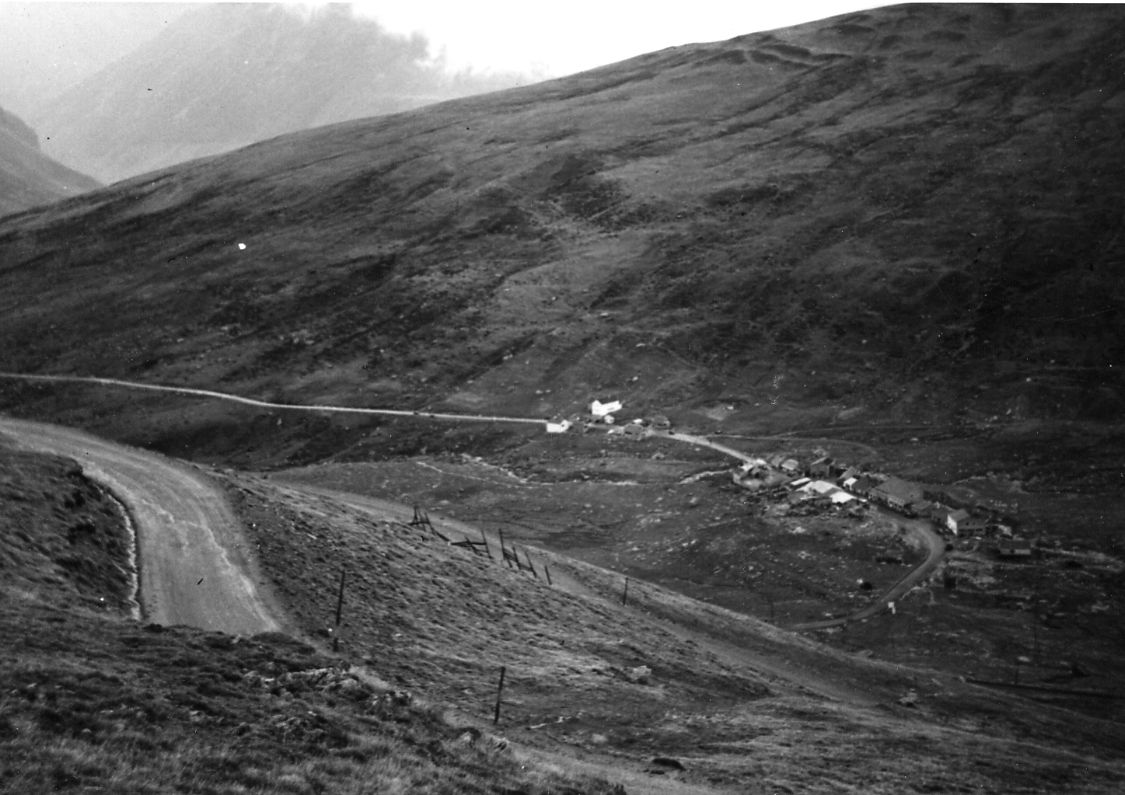
El Pas de la Casa a mitjan anys 1950, un decenni més tard dels fets que visqueren Carla i tota la família Berenson.

En aquell instant, dos agents del Servei d'Ordre andorrà a càrrec de la frontera es van personar en l'incident, possiblement coneixedors de l'evident perill de la situació per la condició jueva dels Berenson, i varen instar els dos soldats nazis a fer marxa enrere, sortir de la jurisdicció andorrana i tornar cap a la duana francesa. Varen foragitar-los amb l'argument que ells no tenien visat per accedir a Andorra, que no tenien potestat per fer-hi res i que havien de tornar per on havien vingut.
Un cop els nazis marxaren, els agents andorrans els varen acollir, alimentar i els informaren que el director del Servei, càrrec llavors ocupat per Secundí Tomàs Roca, els duria a un hotel de les Escaldes. Les diverses fonts apunten que aquest allotjament es correspon molt possiblement amb l'actual Hotel de la Muntanya, on un guia els havia de recollir per tal d'ajudar-los a travessar el Pirineu fins a Espanya. La família, però, que no tenia diners per a pagar el guiatge, es veié obligada a vendre's les joies a una família benestant escaldenca: la mare vengué la seva cadena d'or i un pinçanàs de vori d'assistir a l'òpera, amb la promesa dels compradors de retornar-los en un futur (tot i que això darrer ja no ocorregué, puix que la petita Carla no tornà a Andorra fins gairebé tres quarts de segle després).
Un cop els fou assignat un guia de muntanya, Pierre, la travessa durà entre quatre i cinc dies durant els quals s'hagueren d'amagar de dia i avançar de nit. Dormiren en bordes, barraques o al ras fins que arribaren al seu destí, prou endins de l'Estat espanyol per a no ser deportats cap al vessant francès. Un camperol els allotjà la primera nit, els serví un àpat calent i els donà la instrucció de pujar a qualsevol autobús per tal de poder lliurar-se a les autoritats espanyoles, un pas necessari i ràpidament perquè quedarien detinguts pel vigilant que sempre apareixia al vehicle. Varen pujar a un autobús a l'estació de la Seu d'Urgell i durant el trajecte foren detinguts per la Guàrdia Civil de l'Espanya franquista, fet que els comportà la detenció i l'engarjolament en diverses presons. Carla Berenson i la seva mare foren separades del seu pare i el seu germà i hagueren de dormir sovint al terra de la cel·la. Passat un temps, acabaren durant dos anys a Madrid i ella emmalaltí, fet pel qual la traslladaren a un orfenat catòlic i, poc després, una organització jueva estatunidenca li aconseguí un passatge de vaixell per a desembarcar a Haifa (en el llavors Mandat britànic de Palestina) amb altres refugiats. Amb la resta de la seva família, també aconseguiren visats del Regne Unit cap a Palestina durant la creació de l'estat israelià.

### Maduresa i trajectòria posterior
Kimhi exercí posterior en el món de les arts teatrals i musicals. En primer lloc, com a directora assistent en un teatre israelià. I en segon terme, fou directora de dues orquestres, una de les quals organitzada com a quibuts i amb la qual, entre les darreries del decenni del 1970 i les primeries dels anys 1980, havia organitzat dos gires europees, una de 24 concerts a Mèxic i una altra de 36 actuacions als Estats Units d'Amèrica i al Canadà. El seu rol com a directora i les particularitats de gestió d'aquesta orquestra foren protagonistes d'un reportatge del The New York Times el 1982, obra del prestigiós crític musical estatunidenc Bernard Holland.

### Recuperació de la memòria històrica del seu cas
El cas fou confirmat quan Carla Kimhi fou portada el 2015, en visita oficial, a trobar-se amb l'expolicia Daniel Armengol Millat, que havia servit al Servei d'Ordre andorrà (després reanomenat com a Cos Nacional de Policia) des del 1940 fins al 1979, durant un llarg període també com a cap del cos. A cent anys, Armengol Millat reconegué que la recordava perfectament, atès que havia vist diversos refugiats, però no pas encara tota una família sencera.